# Comunità della Valle dei Laghi
La Comunità della Valle dei Laghi è una comunità di valle della Provincia autonoma di Trento di 11 317 abitanti con capoluogo Vezzano.
Si trova nella zona centro-occidentale della provincia, nel territorio corrispondente all'omonima valle. Essa comprende 3 comuni, prima facenti parte del Comprensorio della Valle dell'Adige, ed il suo numero identificativo è il 16.

## Geografia
La comunità si estende su una superficie di 139 km², e confina ad ovest con la Comunità delle Giudicarie (8), a nord con la Comunità della Paganella (14) e la Comunità Rotaliana-Königsberg (13), ad est con il territorio della Valle dell'Adige, a sudest con la Comunità della Vallagarina (10) e a sudovest con la Comunità Alto Garda e Ledro (9).
La valle e la comunità devono il loro nome alla presenza di numerosi laghi, in particolare il Lago di Lamar, il Lago Santo, il Lago di Terlago, il Lago di Santa Massenza, il Lago di Toblino, il Lago di Lagolo e il Lago di Cavedine.

## Storia
Il primo tentativo di aggregazione dell'attuale territorio della Valle dei Laghi avvenne nel Principato vescovile di Trento, all'interno del quale ha costituito «le 9 Comunità al di qua dell'Adige» a sua volta suddivisione della Pretura esterna del Distretto di Trento. Nonostante la secolarizzazione del Principato vescovile ed il passaggio dalla Contea del Tirolo, il territorio rimase nel Distretto di Trento.
Nel secondo dopoguerra, la neo-istituita Provincia autonoma di Trento decise di istituire i Comprensori come enti di decentramento amministrativo tra la provincia e i comuni; in questo contesto i 6 comuni della valle vennero aggregati all'esteso Comprensorio della Valle d'Adige (comprendente anche il comune di Trento, la Piana Rotaliana e la Val di Cembra) ma inquadrati nella “zona della Valle dei Laghi”.
Nel 2016 i comprensori vennero sostituiti dalle comunità di valle, e con la legge provinciale 16 giugno 2006, n. 3, venne istituita la Comunità della Valle dei Laghi, che comprendeva al suo interno i comuni di Calavino, Cavedine, Lasino, Padergnone, Terlago e Vezzano. Nel 2016 molti comuni trentini affrontarono un percorso di fusione, ed il numero totale di municipi della comunità scese da 6 a 3.

### Simboli
Stemma: Scudo sannitico moderno. In campo bianco un tronco d’albero che emerge dall’acqua. Il fusto cilindrico di tanè si apre in sei piccole ramificazioni a contorno rettangolare. Alle estremità delle ramificazioni, nell’ordine da destra verso sinistra e disposte a semicerchio, sono raffigurate una foglia di vite, una di ulivo, una di faggio, una di leccio, una di alloro e un rametto di pino mugo, tutte rappresentate al naturale. Alla base del tronco, raffigurati in bianco su sfondo azzurro, quattro anelli semiellittici a rappresentare il movimento dell’acqua.
A completamento e all’esterno dello scudo gli ornamenti di quercia e alloro. (D.G.P. 28/09/2012)

## Idioma
Nel territorio comunitario si parla il dialetto trentino, senza particolari differenze da quello del capoluogo provinciale e con una diffusione uniforme. Solo a Cavedine il dialetto è di tipo più "rustico", quindi meno colpito dalle influenze venetizzanti di cui risente l'odierno dialetto trentino.

## Comuni appartenenti
- Popolazione: dati ISTAT aggiornati al 31 dicembre 2024
- Superficie: dati espressi in chilometri quadrati (km²)
- Altitudine: dati espressi in metri sul livello del mare (m s.l.m.)

| Stemma | Comune     | Popolazione | Superficie | Altitudine |
| ------ | ---------- | ----------- | ---------- | ---------- |
|        | Cavedine   | 3 083       | 38,23      | 504        |
|        | Madruzzo   | 2 982       | 28,93      | 463        |
|        | Vallelaghi | 5 249       | 72,46      | 385        |